# 矽酸鹽

硅氧四面体

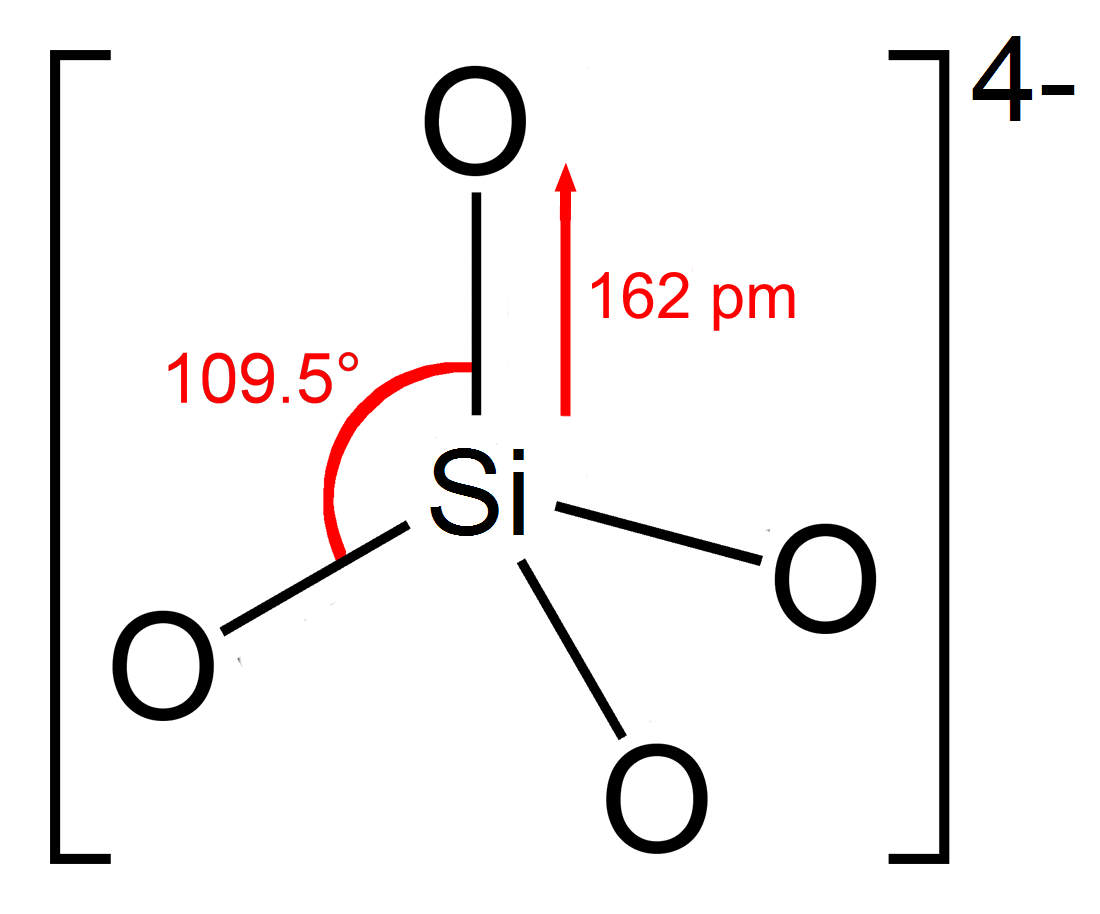
SiO_{4}^{4−}的阴离子结构

化學上，矽酸鹽指由矽和氧組成的化合物（SixOy），有時亦包括一或多種金屬和或氫。它亦用以表示由二氧化矽或矽酸產生的鹽。
在普通情況下，最穩定的矽化合物是二氧化矽（SiO2）——俗稱石英，和類似的化合物。二氧化矽經常有微量的矽酸（H4SiO4）處於平衡狀態。化學家認為石英是不可溶解的，但在長時間尺度下，它是可以流動的。此外，在鹼性條件下，會出現H2SiO42−。大部分矽酸鹽都是不可溶解的。
矽酸鹽礦物的特徵是它們的正四面體結構，有時這些正四面體以錬狀、雙鍊狀、片狀、三維架狀方式連結起來。按正四面體聚合的程度，矽酸鹽再細分為：島狀矽酸鹽類、環狀矽酸鹽類等。
在地質學和天文學上，矽酸鹽指一種由矽和氧組成的岩石（通常為SiO2或SiO4），有時亦包括一或多種金屬和或氫。此類岩石包括花崗岩及輝長岩等。地球及其他類地行星的大部分地殼均以矽酸鹽組成。